# The Man Outside (film 1913 Essanay)
The Man Outside è un cortometraggio muto del 1913. Il nome del regista non viene riportato nei credit, un film in un rullo prodotto dalla Essanay che aveva come interpreti Harry Mainhall, Ruth Stonehouse, Jules Ferrar, Bryant Washburn, Leo White.

## Produzione
Il film fu prodotto dalla Essanay Film Manufacturing Company.

## Distribuzione
Distribuito dalla General Film Company, il film - un cortometraggio di una bobina - uscì nelle sale cinematografiche statunitensi l'11 novembre 1913.